# Rejon chmielnicki (obwód chmielnicki)
Rejon chmielnicki (ukr. Хмельницький район) – rejon na Ukrainie, w obwodzie chmielnickim, z siedzibą w Chmielnickim. Jego powierzchnia wynosi 10768,3 km², zaś liczba ludności wynosi 672 tys. osób.
Na terenie rejonu znajduje się 27 hromad:
- miejskich:
  - Wołoczyska(inne języki)
  - Gródek(inne języki)
  - Dereżnia(inne języki)
  - Krasiłów(inne języki)
  - Starokonstantynów(inne języki)
  - Chmielnicki(inne języki)
- sełyszcznych:
  - Antoniny(inne języki)
  - Wójtowce(inne języki)
  - Wińkowce(inne języki)
  - Wołkowińce(inne języki)
  - Latyczów(inne języki)
  - Międzybóż(inne języki)
  - Narkewyczi(inne języki)
  - Satanów(inne języki)
  - Stara Sieniawa(inne języki)
  - Teofilpol(inne języki)
  - Czarny Ostrów(inne języki)
  - Jarmolińce(inne języki)
- wiejskich:
  - Hwardijśke(inne języki)
  - Zasłuczne(inne języki)
  - Zińków(inne języki)
  - Lisowi Hryniwci(inne języki)
  - Myrolubne(inne języki)
  - Rozsosza(inne języki)
  - Sołodkowce(inne języki)
  - Ostropol(inne języki)
  - Szczyboriwka(inne języki)

Rejon został utworzony 19 lipca 2020 roku decyzją Rady Najwyższej z 17 lipca 2020 roku o przeprowadzeniu reformy administracyjno-terytorialnej Ukrainy. W jego skład weszły dotychczasowe rejony:
- derażniański
- gródecki
- krasiłowski
- latyczowski
- starosyniawski
- starokonstantynowski
- teofipolski
- wińkowiecki
- wołoczyski
- jarmoliniecki
- Chmielnicki (dotychczas miasto wydzielone)
- Starokonstantynów (dotychczas miasto wydzielone)